# Pyrrhopyge sergius
Espèce
Pyrrhopyge sergius est une espèce de lépidoptères (papillons) de la famille des Hesperiidae, de la sous-famille des Pyrginae, de la tribu des Pyrrhopygini et du genre Pyrrhopyge.

## Dénomination
Pyrrhopyge sergius a été nommé par Carl Heinrich Hopffer en 1874.

### Nom vernaculaire
Pyrrhopyge sergius se nomme  Sergius Firetip en anglais.

### Sous-espèces
- Pyrrhopyge sergius sergius ; présent au Pérou.
- Pyrrhopyge sergius andronicus Bell, 1931 ; présent en Équateur, en Bolivie et au Pérou.
- Pyrrhopyge sergius andros Evans, 1951 ; présent en Colombie et au Venezuela.
- Pyrrhopyge sergius ganus Bell, 1947 ; présent au Venezuela, en Guyana.
- Pyrrhopyge sergius josephina Draudt, 1921 ; présent en Bolivie et au Pérou.
- Pyrrhopyge sergius selina Evans, 1951 ; présent au Brésil.
- Pyrrhopyge sergius semana Evans, 1951 ; présent au Surinam et en Guyane[1],[3].

## Description
Pyrrhopyge sergius est un papillon  d'une envergure d'environ 46 mm au corps trapu noir, à la tête et l'extrémité de l'abdomen rouge. 
Les ailes sont de couleur violet foncé presque noir à frange blanche, avec sur le revers, aux ailes postérieures, pour Pyrrhopyge sergius andronicus une partie basale blanche veinée de foncé et pour Pyrrhopyge sergius sergius une partie distale blanche veinée de foncé.

## Écologie et distribution
Pyrrhopyge sergius est présent en Colombie, au Venezuela, en Équateur, en Bolivie, au Pérou, au Brésil, au Surinam, en Guyana et en Guyane,.

### Biotope
Pyrrhopyge sergius réside dans la forêt primaire humide jusqu'à 1 800 m.

### Protection
Pas de statut de protection particulier.